# Distretto municipale di Tano Sud
Il distretto municipale di Tano Sud  (ufficialmente Tano South Municipal District, in inglese) è un distretto della regione di Ahafo del Ghana.